# Montaña rusa de madera

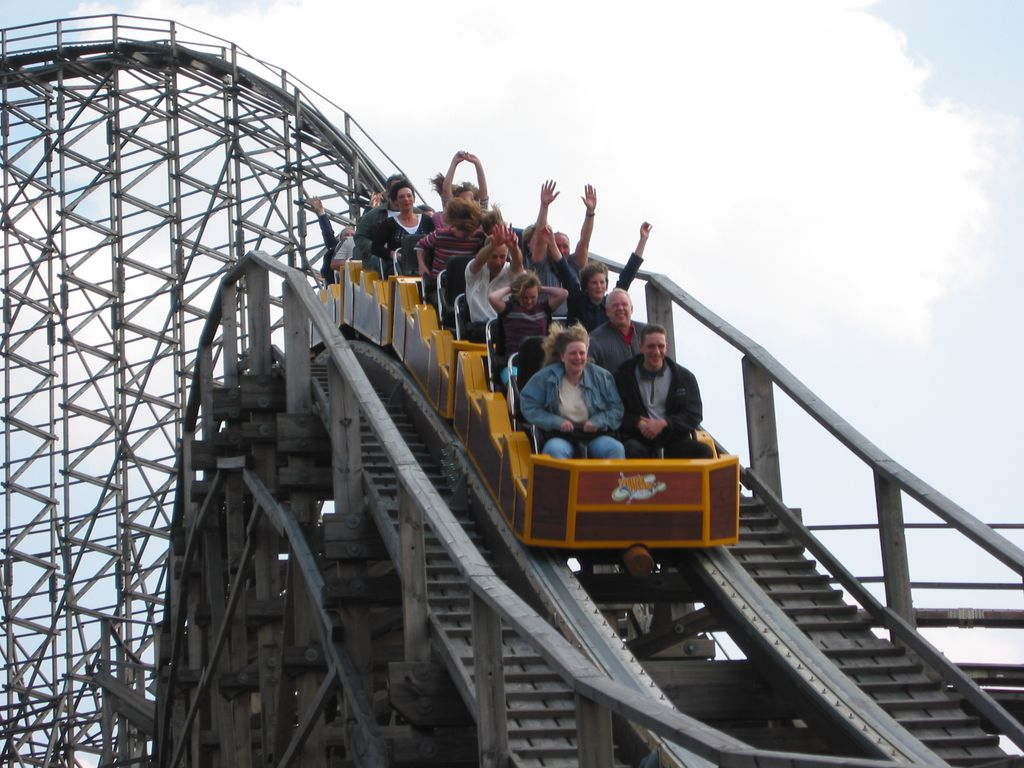
Colossos, en Heide Park, Alemania, es una de las montañas rusas de madera más grandes del mundo.

Una montaña rusa de madera, también conocida como woodie, es un tipo de montaña rusa cuya estructura está formada por un armazón de madera y sus rieles están hechos de madera forrados en su parte superior de una lámina de acero. Ocasionalmente, la vía es de madera pero la estructura es de perfiles de acero, pero la montaña se clasifica como madera por el diseño de la pista. También hay woodies en las que se usa acero en los vanos de la estructura.

## Características
Debido a los límites de la madera, este tipo de montaña rusa no suele tener inversiones o curvas muy peraltadas. Aunque hay excepciones: la desaparecida Son of Beast (de 66'4 m de altura) tenía un loop vertical de 36 metros de altura, aunque el loop tenía una estructura de metal. Otro ejemplo es Hades 360.
Sus principales elementos son los valles y colinas; las hélices, que proporcionan elevadas fuerzas g; y las dobles caídas, que consisten en dos bajadas seguidas con un tramo plano en lugar de una sola bajada, lo que produce una sensación de air time (ausencia de la percepción de gravedad), sobre todo en los últimos asientos del tren.
Este tipo de montañas rusas a veces circulan siguiendo de forma aproximada el relieve del terreno, y en este caso se las denomina también terrain coaster.
Sus vagones suelen ser de 2×2 o de 3×2 pasajeros. Actualmente casi todas llevan un arnés de seguridad que en casi la totalidad de los casos consiste en una barra que se sitúa justo encima de las piernas en la zona de la cadera. Los trenes suelen tener una capacidad de 24 personas aproximadamente.
Tradicionalmente han sido pintadas de color blanco, pero actualmente se tiende más a dejar el color natural de la madera. Siempre se usa madera con tratamientos para mejorar sus cualidades y evitar su deterioro con el tiempo.

## Vía prefabricada
Uno de los más recientes desarrollos en diseño de montañas rusas de madera es el uso por parte de Intamin Amusement Rides de la vía prefabricada. Este diseño esencialmente aplica los principios de la fabricación de montañas rusas de acero a las de madera.
Tradicionalmente, la vía de las montañas rusas de madera se construye en el mismo lugar donde serán emplazadas. Esta se sujeta con clavos capa a capa a los soportes de la estructura, y después es suavizada para que adquiera la forma requerida, y finalmente se instalan unas platabandas de acero sobre la superficie, donde rodarán los coches. En el otro lado, la vía prefabricada se construye en una fábrica. Está hecha de muchas capas delgadas de madera que son pegadas juntas y después cortadas a láser para tener la forma exacta necesitada. La pista es construida en secciones de 8 metros y medio, que tienen juntas especiales en los extremos que las permiten encajar entre ellas. Este proceso permite mucha más precisión que cualquiera realizado manualmente. Además, los trenes para una montaña rusa de madera prefabricada tienen ruedas con ruedas de poliuretano, como las montañas rusas de acero. En contraste, las montañas rusas de madera tradicionales tienen ruedas de metal.
Este proceso resulta en una atracción que es casi tan suave como la más suave de las montañas rusas de acero, y mucho más suave que cualquier montaña rusa de madera tradicional. Pese a ello, algunos aficionados a las montañas rusas pueden encontrar esta suavidad como algo negativo en la experiencia, ya que no tiene el mismo carácter que una montaña rusa de madera tradicional. Pese a esto, las montañas rusas de madera de vía prefabricada suelen estar consideradas entre las mejores montañas rusas del mundo.
Las montañas rusas de madera prefabricadas también tienen la ventaja de una construcción más rápida y un mantenimiento más reducido que una montaña rusa de madera tradicional. La vía es simplemente instalada sobre la estructura, lo que requiere significativamente de un tiempo menor comparado con el proceso tradicional. La víaprefabricada, además, permanece suave mucho más tiempo que la vía tradicional, que se vuelve brusca más rápidamente y, a veces, incluso necesita ser completamente reemplazada.

## Madera contra acero
Las sensaciones de una montaña rusa de madera son muy diferentes a las de una de acero. Aunque técnicamente tienen menos posibilidades que las de acero para tener mayor variedad de elementos e inversiones, las de madera en su lugar son más intensas, tienen cierto efecto psicológico que induce algo de temor, además de mayor sensación de velocidad y altura. Sus vacilantes estructuras y vías dan una sensación de inseguridad mayor que el acero, aparte del poderoso rugido del tren al pasar por los tramos del recorrido y hacer crujir la madera, si bien esta sensación es ficticia, ya que las estructuras son muy seguras y fiables gracias a que se usan maderas de alta calidad y a su cuidadoso mantenimiento.
Se debate qué tipo de montaña rusa es mejor, si de madera o de acero. Pero esta comparación no tiene mucho sentido, ya que ambos tipos son complementarios, puesto que ofrecen sensaciones muy diferentes. Actualmente, los buenos parques suelen tener, aparte de las de acero, al menos una montaña rusa de madera. En algunos casos pueden incluso más de una. Los parques con mayoe número de montañas rusas de madera son Blackpool Pleasure Beach, en el Reino Unido, y Kings Island, en los Estados Unidos, con cuatro cada uno.

## Tipos de montañas rusas de madera
A pesar de su parecidos, hay varios tipos diferenciados de montañas rusas de madera, en función de la forma del recorrido.

### Clásicas
Constan fundamentalmente de valles y colinas, y tramos predominantemente rectilíneos. Así eran las primeras montañas rusas fabricadas, 

### Twister
Tienen numerosas curvas en el recorrido, aparte de sus valles y colinas. También tienen hélices (curvas con muchos grados de giro, y normalmente prolongadas en muchos metros). No suelen tener muchos tramos rectos. Son las más construidas en la actualidad.

## Perdiendo popularidad y resurgimiento
Fueron muy populares en los parques de atracciones en la primera mitad del siglo XX; pero desde la aparición del acero, las montañas rusas de madera aparentan perder popularidad por algunas razones: primero, porque los parques prevén los costes de la atracción con antelación. Las de acero requieren un desembolso inicial mayor para la atracción, pero tienen un menor coste de mantenimiento a lo largo de los años de operación. En cambio, las de madera requieren mayor presupuesto anual para cuidarlas y que operen en condiciones, como reparar la pista, lubricarla, mantener las estructuras...
Además son menos llamativas en el mundo de la publicidad para el gran público. Los anuncios de superlativos "más grande," "más alta", o "más rápida" que tanto llaman a las masas, es algo en lo que casi no pueden competir las montañas rusas de madera; de hecho, la mayoría de los récords mundiales son de montañas rusas de acero. La woodie más alta mide unos 60 metros y la de acero más alta 139 metros, y en velocidad hay pocas que pasen de 100 km/h. En cambio en duración del trayecto y longitud del recorrido, las montañas rusas de madera sí que pueden estar al nivel, y superarlas (como The Beast). Los parques de atracciones suelen buscar atracciones cada vez más rápidas, altas e innovadoras, pero sobre todo comerciales y que atraigan a la gente. En los anuncios, a menudo, muestran las montañas rusas más altas y rápidas, no mostrando apenas las de madera.
De todas formas, parece que las montañas rusas de madera experimentan un resurgimiento. En 2006, tres grandes montañas rusas abrieron en Estados Unidos. Las tres atracciones fueron Kentucky Rumbler en Beech Bend Park, The Voyage en Holiday World y El Toro en Six Flags Great Adventure. Mientras no se sabe si esta tendencia continuará, parece que los parques de atracciones y temáticos siguen mostrando interés en las montañas rusas de madera.

## Ejemplos de montañas rusas de madera

### Estados Unidos
- Cyclone en Luna Park, Nueva York, Nueva York, una de las más antiguas y famosas.
- Ghost Rider en Knott's Berry Farm, Buena Park, California.
- The Beast en Kings Island, Mason, Ohio.
- Roar, en Six Flags Discovery Kingdom, Vallejo, California.

### Europa
- Balder en Liseberg, Gotemburgo, Suecia.
- Vuoristorata en Linnanmäki, Helsinki, Finlandia.
- Zadra en Energylandia, Zator, Poland.
- Colossos en Heide Park, Soltau, Alemania.
- WODAN - Timburcoaster en Europa-Park, Rust, Alemania.
- Stampida en PortAventura Park, Salou y Vilaseca, España. Es una dueling, con dos vías, con trenes compitiendo por completar antes el trayecto.
- Coaster-Express en Parque Warner Madrid, San Martín de la Vega, España. La más larga de Europa, con 1394 metros.

### Asia
- White Cyclone en Nagashima Spa Land, Nagashima, Japón.

### México
- Medusa en Six Flags México, Ciudad de México.
- Montaña Rusa en La Feria de Chapultepec Mágico, Ciudad de México. Se trata de una montaña rusa tipo Möbius, similar a una dueling pero con una única vía.